# Experience (Diana Ross)
Experience è un singolo della cantante statunitense Diana Ross, pubblicato il 4 aprile 1986 come terzo estratto dal quindicesimo album in studio Eaten Alive.

## Video musicale
Il video musicale, reso disponibile nel maggio 1986, è stato diretto da Diana Ross.

## Tracce
Testi e musiche di Barry, Maurice, Robin e Andy Gibb.
7"
1. Experience – 4:57
2. Oh Teacher – 3:37

12"
1. Experience (Special Dance Remix) – 5:45
2. Experience (Instrumental) – 4:50
3. Experience (Single Version) – 4:07

12"
1. Experience (Special Dance Remix) – 5:45
2. Experience (Instrumental) – 4:50
3. Oh Teacher – 3:37

## Classifiche
| Classifica (1986) | Posizione massima |
| ----------------- | ----------------- |
| Australia         | 64                |
| Irlanda           | 14                |
| Paesi Bassi       | 45                |
| Regno Unito       | 47                |